# Trạm Tấu
Trạm Tấu là một huyện miền núi thuộc tỉnh Yên Bái, Việt Nam.

## Địa lý
Huyện Trạm Tấu nằm ở phía tây nam của tỉnh Yên Bái, nằm cách thành phố Yên Bái khoảng 110 km về hướng tây tây nam, cách trung tâm thủ đô Hà Nội khoảng 230 km, có vị trí địa lý:
- Phía đông giáp thị xã Nghĩa Lộ
- Phía tây giáp huyện Mù Cang Chải và huyện Mường La, tỉnh Sơn La
- Phía nam giáp huyện Bắc Yên và huyện Phù Yên thuộc tỉnh Sơn La
- Phía bắc giáp huyện Mù Cang Chải.

Huyện Trạm Tấu có diện tích 743,39 km², dân số năm 2019 là 33.962 người, mật độ dân số đạt 46 người/km².

## Hành chính

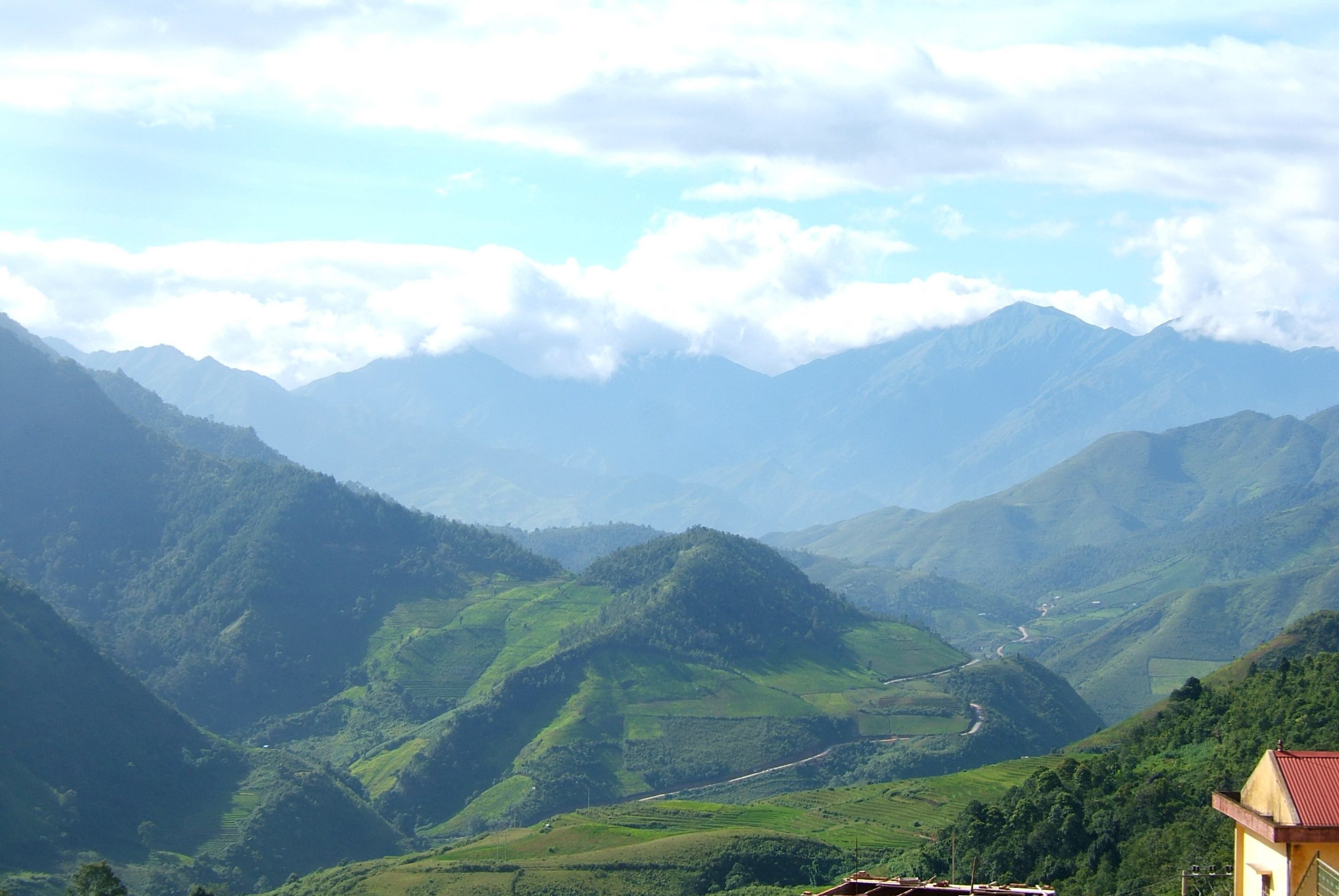
Đường vào thị trấn Trạm Tấu, huyện Trạm Tấu, Yên Bái

Huyện Trạm Tấu có 12 đơn vị hành chính cấp xã, bao gồm thị trấn Trạm Tấu (huyện lỵ) và 11 xã: Bản Công, Bản Mù, Hát Lừu, Làng Nhì, Pá Hu, Pá Lau, Phình Hồ, Tà Si Láng, Trạm Tấu, Túc Đán, Xà Hồ.

## Lịch sử
Ngày 20 tháng 10 năm 1964, thành lập huyện Trạm Tấu trên cơ sở tách 11 xã: Bản Công, Bản Mù, Hát Lừu, Làng Nhì, Pá Hu, Pá Lau, Phình Hồ, Tà Si Láng, Trạm Tấu, Túc Đán và Xà Hồ thuộc huyện Văn Chấn.
Năm 1975, hợp nhất tỉnh Lào Cai, tỉnh Yên Bái và tỉnh Nghĩa Lộ thành tỉnh Hoàng Liên Sơn, huyện Trạm Tấu thuộc tỉnh Hoàng Liên Sơn và đến ngày 12 tháng 8 năm 1991, tái lập tỉnh Yên Bái từ tỉnh Hoàng Liên Sơn cũ, huyện Trạm Tấu thuộc tỉnh Yên Bái.
Ngày 9 tháng 5 năm 1998, Chính phủ ban hành Nghị định 27/1998/NĐ-CP về việc thành lập thị trấn Trạm Tấu (thị trấn huyện lỵ huyện Trạm Tấu) trên cơ sở 372,5 ha diện tích tự nhiên và 2.863 nhân khẩu của xã Hát Lừu.
Huyện Trạm Tấu có 1 thị trấn và 11 xã như hiện nay.